# Лютер (лунный кратер)
Кратер Лютер (лат. Luther) — маленький ударный кратер в северо-восточной части Моря Ясности на видимой стороне Луны. Название присвоено в честь немецкого астронома Карла Теодора Роберта Лютера (1822—1900) и утверждено Международным астрономическим союзом в 1935 г.

## Описание кратера

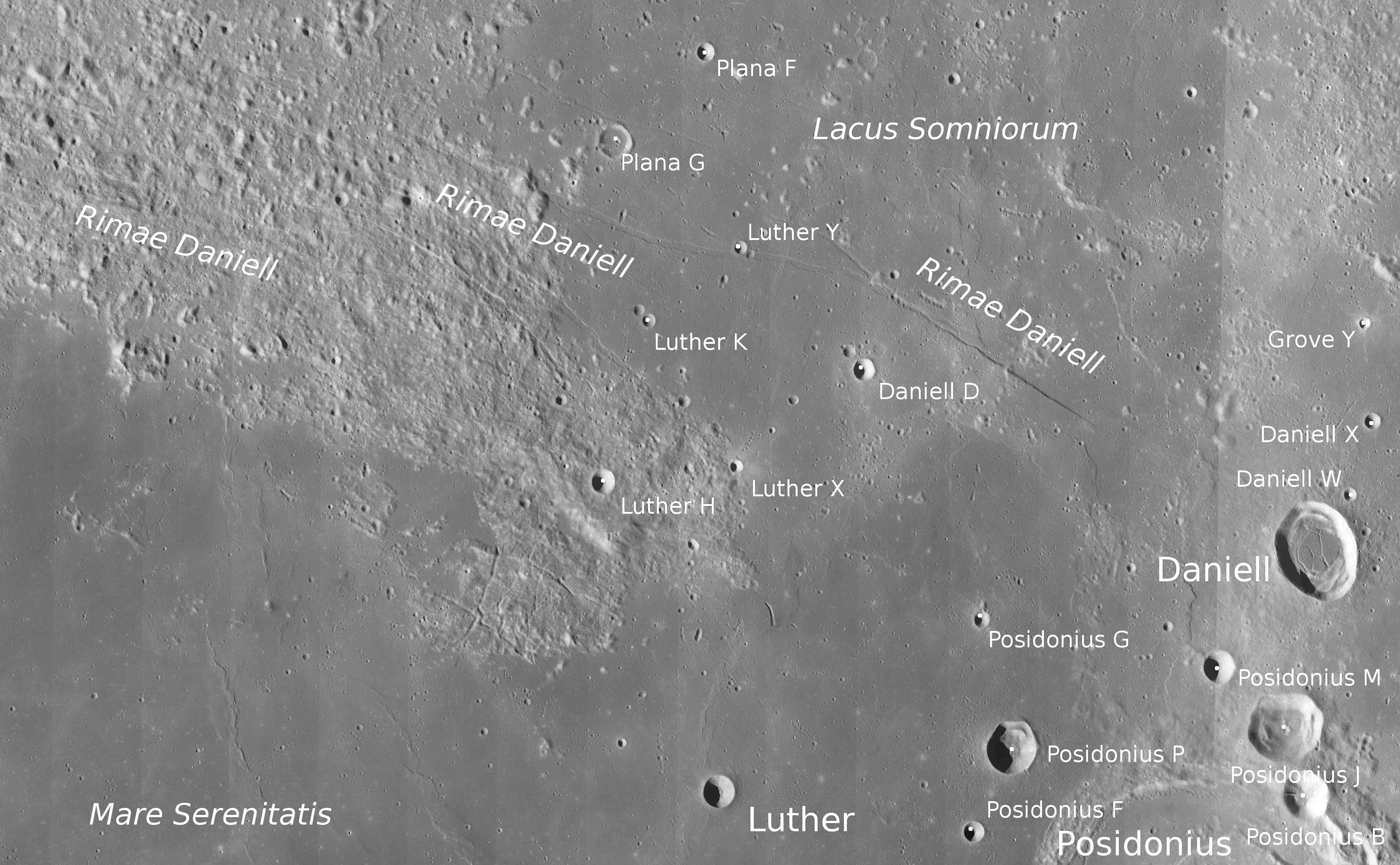
Окрестности кратера Лютер. Снимок зонда Lunar Reconnaissance Orbiter.

В ближайшем окружении кратера расположен кратер Посидоний на востоке. На севере от кратера находятся борозды Даниеля и Озеро Сновидений; на юге — гряды Смирнова. Селенографические координаты центра кратера 33°12′ с. ш. 24°09′ в. д. / 33,2° с. ш. 24,15° в. д., диаметр 9,3 км, глубина 1900 м.
Кратер Лютер лежит на складке в Море Ясности, имеет циркулярную чашеобразную форму и практически не затронут разрушением. Высота вала над окружающей местностью достигает 330 м, объём кратера составляет приблизительно 30 км³. По морфологическим признакам кратер относится к типу ALC (по названию типичного представителя этого класса — кратера Аль-Баттани C). Кратер Лютер включен в список кратеров с темными радиальными полосами на внутреннем склоне Ассоциации лунной и планетарной астрономии (ALPO).

## Сателлитные кратеры
| Лютер | Координаты                                            | Диаметр, км |
| ----- | ----------------------------------------------------- | ----------- |
| H     | 36°03′ с. ш. 22°48′ в. д. / 36,05° с. ш. 22,8° в. д.  | 6,9         |
| K     | 37°29′ с. ш. 23°18′ в. д. / 37,49° с. ш. 23,3° в. д.  | 3,5         |
| X     | 36°11′ с. ш. 24°22′ в. д. / 36,19° с. ш. 24,36° в. д. | 3,6         |
| Y     | 38°08′ с. ш. 24°25′ в. д. / 38,14° с. ш. 24,41° в. д. | 3,4         |

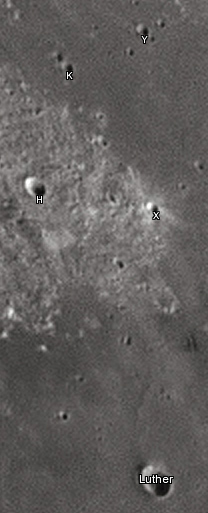
Снимок Девида Кемпбелла.

- Сателлитный кратер Лютер X включен в список кратеров с яркой системой лучей Ассоциации лунной и планетарной астрономии (ALPO)[6].

## См.также
- Список кратеров на Луне
- Лунный кратер
- Морфологический каталог кратеров Луны
- Планетная номенклатура
- Селенография
- Минералогия Луны
- Геология Луны
- Поздняя тяжёлая бомбардировка